# Neanaperiallus masneri
Neanaperiallus masneri (лат.) — ископаемый вид перепончатокрылых насекомых рода Neanaperiallus семейства Leptoomidae (ранее в Eupelmidae) из надсемейства Chalcidoidea. Эоцен. Балтийский янтарь (около 40 млн лет). Один из древнейших видов семейства.

## Описание
Мелкие перепончатокрылые насекомые, длина тела 3,3 мм, включая яйцеклад. Усики 13-члениковые (соотношение длин сегментов после скапуса и педицелля: 4,2: 1,1: 2,4: 2,0: 2,0: 1,8: 1,7: 1,7: 1,7: 5,0) с 3-члениковой булавой. Большая часть головы скрыта большим пузырем воздуха, а многочисленные мелкие пузырьки снижают прозрачность янтаря. Мезосома короткая и коренастая, по сравнению с другими родами, которые включены в подсемейство Neanastatinae и в целом в семейство Eupelmidae. Аналогично Н. masneri имеет очень короткие усики и средние по длине ноги. Если смотреть сверху, то по общим дорзальным признакам род очень похож на самцов подсемейства Eupelminae и даже из семейства Pteromalidae. Биология неизвестна, но строение яйцеклада говорит о возможном паразитировании на насекомых, обитающих открыто или около поверхности.
Голотип нового вида наездников (самка) был обнаружен в плоском куске балтийского янтаря с видимой только одной половиной тела (вторая половина закрыта субстанцией молочного цвета). Впервые описан в 2009 году канадским энтомологом Гари Гибсоном (Gary A. P. Gibson, Agriculture and Agri-Food Canada, Canadian National Collection of Insects and Arachnids, Оттава, Канада).

## Этимология
Название виду N. masneri дано в честь энтомолога Любомира Маснера (Канада), крупного специалиста по паразитическим наездникам.